# 1888 في الأرجنتين
فيما يلي قوائم الأحداث التي وقعت خلال عام 1888 في الأرجنتين.

## سياسة

### تعيين في المنصب
- 3 نوفمبر – خوليو روكا الأرجنتيني عضو مجلس الشيوخ الأرجنتيني.

## مواليد

### يونيو
- 21 يونيو – خوان دومينغو براون لاعب كرة قدم أرجنتيني.

### ديسمبر
- 13 ديسمبر – أنجلينا باغانو ممثلة أرجنتينية.

## وفيات

### سبتمبر
- 11 سبتمبر – دومينغو فاوستينو سارمينتو (مواليد 1811)